# Welsh voetbalelftal in 2012
Het Welsh voetbalelftal speelde in totaal zeven interlands in het jaar 2012, waaronder vier wedstrijden in de kwalificatiereeks voor de WK-eindronde 2014 in Brazilië. De selectie stond voor onder leiding van bondscoach Chris Coleman, de opvolger van de overleden Gary Speed. Op de FIFA-wereldranglijst zakte Wales in 2012 van de 49ste (januari 2012) naar de 82ste plaats (december 2012).

## Balans
| Wedstrijden | Wedstrijden | Wedstrijden | Wedstrijden | Doelpunten | Doelpunten | Doelpunten | Punten |
| Gespeeld    | Winst       | Gelijk      | Verlies     | Voor       | Tegen      | Saldo      | Punten |
| ----------- | ----------- | ----------- | ----------- | ---------- | ---------- | ---------- | ------ |
| 7           | 1           | 0           | 6           | 3          | 16         | –13        | 0.286  |

## Interlands
|                                                                  |       |                  |            |                                                                                      |
| 29 februari Vriendschappelijk № 593 «onderlinge duels» 19:45 uur | Wales | 0 – 1            | Costa Rica | Cardiff City Stadium, Cardiff Toeschouwers: 23.193 Scheidsrechter: Howard Webb (ENG) |
| 29 februari Vriendschappelijk № 593 «onderlinge duels» 19:45 uur |       | 6' Joel Campbell |            | Cardiff City Stadium, Cardiff Toeschouwers: 23.193 Scheidsrechter: Howard Webb (ENG) |

|                                                             |                                       |       |       |                                                                                             |
| 27 mei Vriendschappelijk № 594 «onderlinge duels» 21:00 uur | Mexico                                | 2 – 0 | Wales | MetLife Stadium, East Rutherford Toeschouwers: 35.518 Scheidsrechter: Ricardo Salazar (USA) |
| 27 mei Vriendschappelijk № 594 «onderlinge duels» 21:00 uur | Aldo de Nigris 43' Aldo de Nigris 89' |       |       | MetLife Stadium, East Rutherford Toeschouwers: 35.518 Scheidsrechter: Ricardo Salazar (USA) |

|                                                                  |       |                                            |                       |                                                                                 |
| 15 augustus Vriendschappelijk № 595 «onderlinge duels» 20:45 uur | Wales | 0 – 2                                      | Bosnië en Herzegovina | Parc y Scarlets, Llanelli Toeschouwers: 10.000 Scheidsrechter: Marco Borg (MLT) |
| 15 augustus Vriendschappelijk № 595 «onderlinge duels» 20:45 uur |       | 21' Vedad Ibišević 54' Miroslav Stevanović |                       | Parc y Scarlets, Llanelli Toeschouwers: 10.000 Scheidsrechter: Marco Borg (MLT) |

|                                                                    |       |                                        |        |                                                                                            |
| 7 september WK-kwalificatie Groep A № 596 «onderlinge duels» 20:45 | Wales | 0 – 2                                  | België | Cardiff City Stadium, Cardiff Toeschouwers: 20.156 Scheidsrechter: Stefan Johanneson (ZWE) |
| 7 september WK-kwalificatie Groep A № 596 «onderlinge duels» 20:45 |       | 41' Vincent Kompany 83' Jan Vertonghen |        | Cardiff City Stadium, Cardiff Toeschouwers: 20.156 Scheidsrechter: Stefan Johanneson (ZWE) |

|                                                                         | |       |                 |                                                                                     |
| 11 september WK-kwalificatie Groep A № 597 «onderlinge duels» 20:30 uur | Servië | 6 – 1 | Wales           | Karađorđe Stadion, Novi Sad Toeschouwers: 11.300 Scheidsrechter: Duarte Gomes (POR) |
| 11 september WK-kwalificatie Groep A № 597 «onderlinge duels» 20:30 uur | Aleksandar Kolarov 16' Zoran Tošić 24' Filip Djuričić 39' Dušan Tadić 55' Branislav Ivanović 79' Miralem Sulejmani 90' |       | 30' Gareth Bale | Karađorđe Stadion, Novi Sad Toeschouwers: 11.300 Scheidsrechter: Duarte Gomes (POR) |

|                                                                       |                                        |       |                    |                                                                                        |
| 12 oktober WK-kwalificatie Groep A № 598 «onderlinge duels» 20:45 uur | Wales                                  | 2 – 1 | Schotland          | Cardiff City Stadium, Cardiff Toeschouwers: 23.249 Scheidsrechter: Florian Meyer (GER) |
| 12 oktober WK-kwalificatie Groep A № 598 «onderlinge duels» 20:45 uur | Gareth Bale 81' (pen.) Gareth Bale 90' |       | 28' James Morrison | Cardiff City Stadium, Cardiff Toeschouwers: 23.249 Scheidsrechter: Florian Meyer (GER) |

|                                                                       |                                 |       |       |                                                                                        |
| 16 oktober WK-kwalificatie Groep A № 599 «onderlinge duels» 20:00 uur | Kroatië                         | 2 – 0 | Wales | Stadion Gradski Vrt, Osijek Toeschouwers: 18.000 Scheidsrechter: Alexandru Tudor (ROM) |
| 16 oktober WK-kwalificatie Groep A № 599 «onderlinge duels» 20:00 uur | Mario Mandžukić 27' Eduardo 57' |       |       | Stadion Gradski Vrt, Osijek Toeschouwers: 18.000 Scheidsrechter: Alexandru Tudor (ROM) |

## FIFA-wereldranglijst
| JAN | FEB | MAR | APR | MEI | JUN | JUL | AUG | SEP | OKT | NOV | DEC |
| --- | --- | --- | --- | --- | --- | --- | --- | --- | --- | --- | --- |
| 49  | 42  | 48  | 41  | 41  | 38  | 38  | 37  | 45  | 57  | 66  | 82  |

## Statistieken
| Boaz Myhill     | 1982-11-09 | West Bromwich Albion   | 3 | 0 | 0 | 13 | 0  |
| Lewis Price     | 1984-07-19 | Crystal Palace         | 3 | 0 | 0 | 11 | 0  |
| Jason Brown     | 1982-05-18 | Ipswich Town           | 1 | 0 | 0 | 3  | 0  |
| Verdediging     |            |                        |   |   |   |    |    |
| Chris Gunter    | 1989-07-21 | Reading                | 7 | 0 | 0 | 42 | 0  |
| Ashley Williams | 1984-08-23 | Swansea City           | 7 | 0 | 0 | 38 | 1  |
| Darcy Blake     | 1988-12-13 | Crystal Palace         | 6 | 0 | 0 | 14 | 1  |
| Adam Matthews   | 1992-01-13 | Celtic                 | 4 | 0 | 0 | 9  | 0  |
| Benjamin Davies | 1993-04-24 | Swansea City           | 2 | 0 | 0 | 2  | 0  |
| Neil Taylor     | 1989-02-07 | Swansea City           | 2 | 0 | 0 | 10 | 0  |
| James Collins   | 1983-08-23 | West Ham United        | 1 | 0 | 0 | 40 | 2  |
| Sam Ricketts    | 1981-10-11 | Bolton Wanderers       | 0 | 4 | 0 | 46 | 0  |
| Danny Gabbidon  | 1979-08-08 | Crystal Palace         | 0 | 1 | 0 | 46 | 0  |
| Joel Lynch      | 1987-10-03 | Huddersfield Town      | 0 | 1 | 0 | 1  | 0  |
| Middenveld      |            |                        |   |   |   |    |    |
| Joe Allen       | 1990-03-14 | Liverpool              | 6 | 0 | 0 | 12 | 0  |
| Gareth Bale     | 1989-07-16 | Tottenham Hotspur      | 5 | 0 | 3 | 38 | 9  |
| Aaron Ramsey    | 1990-12-26 | Arsenal FC             | 5 | 0 | 0 | 25 | 5  |
| David Vaughan   | 1983-02-18 | Sunderland AFC         | 3 | 1 | 0 | 32 | 1  |
| David Edwards   | 1986-02-03 | Wolverhampton W.       | 3 | 0 | 0 | 26 | 3  |
| Hal Robson-Kanu | 1989-05-21 | Reading FC             | 2 | 4 | 0 | 11 | 0  |
| Joe Ledley      | 1987-01-23 | Celtic                 | 2 | 1 | 0 | 43 | 3  |
| Andrew Crofts   | 1984-05-29 | Brighton & Hove Albion | 2 | 0 | 0 | 24 | 0  |
| Andy King       | 1988-10-29 | Leicester City         | 1 | 3 | 0 | 15 | 1  |
| Jack Collison   | 1988-10-02 | West Ham United        | 0 | 1 | 0 | 11 | 0  |
| Ashley Richards | 1991-04-12 | Crystal Palace         | 0 | 1 | 0 | 1  | 0  |
| Aanval          |            |                        |   |   |   |    |    |
| Steve Morison   | 1983-08-29 | Leeds United           | 6 | 1 | 0 | 20 | 1  |
| Simon Church    | 1988-12-10 | Huddersfield Town      | 3 | 2 | 0 | 19 | 1  |
| Craig Bellamy   | 1979-07-13 | Cardiff City           | 2 | 1 | 0 | 70 | 19 |
| Sam Vokes       | 1989-10-21 | Burnley                | 1 | 4 | 0 | 24 | 4  |
| Robert Earnshaw | 1981-04-06 | Maccabi Tel Aviv       | 0 | 2 | 0 | 58 | 15 |
| Craig Davies    | 1986-01-09 | Bolton Wanderers       | 0 | 1 | 0 | 6  | 0  |

FAW · A-internationals · Bondscoaches · Statistieken · Welsh vrouwenelftal · Brits olympisch elftal · Wales U21 · Wales U20 · Wales U19 · Wales U18 · Wales U17 · Wales U16
1876 – 1899 ·
1900 – 1919 ·
1920 – 1929 ·
1930 – 1939 ·
1940 – 1949 ·
1950 – 1959 ·
1960 – 1969 ·
1970 – 1979 ·
1980 – 1989 ·
1990 – 1999 ·
2000 – 2009 ·
2010 – 2019 ·
2020 − 2029
EK 2016 · 
EK 2020
WK 1958
1876 · 
1877 · 
1878 · 
1879 · 
1880 · 
1881 · 
1882 · 
1883 · 
1884 · 
1885 · 
1886 · 
1887 · 
1888 · 
1889 · 
1890 · 
1891 · 
1892 · 
1893 · 
1894 · 
1895 · 
1896 · 
1897 · 
1898 · 
1899 · 
1900 · 
1901 · 
1902 · 
1903 · 
1904 · 
1905 · 
1906 · 
1907 · 
1908 · 
1909 · 
1910 · 
1911 · 
1912 · 
1913 · 
1914 · 
1915 · 1916 · 1917 · 1918 · 1919 · 
1920 · 
1921 · 
1922 · 
1923 · 
1924 · 
1925 · 
1926 · 
1927 · 
1928 · 
1929 · 
1930 · 
1931 · 
1932 · 
1933 · 
1934 · 
1935 · 
1936 · 
1937 · 
1938 · 
1939 · 
1940 · 1941 · 1942 · 1943 · 1944 · 1945 · 
1946 · 
1947 · 
1948 · 
1949 · 
1950 · 
1952 · 
1952 · 
1953 · 
1954 · 
1955 · 
1956 · 
1957 · 
1958 · 
1959 · 
1960 · 
1961 · 
1962 · 
1963 · 
1964 · 
1965 · 
1966 · 
1967 · 
1968 · 
1969 · 
1970 · 
1971 · 
1972 · 
1973 · 
1974 · 
1975 · 
1976 · 
1977 · 
1978 · 
1979 · 
1980 · 
1981 · 
1982 · 
1983 · 
1984 · 
1985 · 
1986 · 
1987 · 
1988 · 
1989 · 
1990 · 
1991 · 
1992 · 
1993 · 
1994 · 
1995 · 
1996 · 
1997 · 
1998 · 
1999 · 
2000 · 
2001 · 
2002 · 
2003 · 
2004 · 
2005 · 
2006 · 
2007 · 
2008 · 
2009 · 
2010 · 
2011 · 
2012 · 
2013 · 
2014 · 
2015 · 
2016 · 
2017 ·
2018 ·
2019 ·
2020 ·
2021 ·
2022 ·
2023
Albanië ·
Andorra ·
Argentinië ·
Armenië ·
Australië ·
Azerbeidzjan ·
België ·
Bosnië en Herzegovina ·
Brazilië ·
Bulgarije ·
Canada ·
Chili ·
China ·
Costa Rica ·
Cyprus ·
DDR ·
Denemarken ·
Duitsland ·
Engeland ·
Estland ·
Faeröer ·
Finland ·
Frankrijk ·
Georgië ·
Gibraltar ·
Griekenland ·
Hongarije ·
Ierland ·
IJsland ·
Iran ·
Israël ·
Italië ·
Jamaica ·
Japan ·
Joegoslavië ·
Kazachstan ·
Koeweit ·
Kroatië ·
Letland ·
Liechtenstein ·
Luxemburg ·
Malta ·
Mexico ·
Moldavië ·
Montenegro ·
Nederland ·
Nieuw-Zeeland ·
Noord-Ierland ·
Noord-Macedonië ·
Noorwegen ·
Oekraïne ·
Oostenrijk ·
Panama ·
Paraguay ·
Polen ·
Portugal · 
Qatar ·
Roemenië ·
Rusland ·
San Marino ·
Saoedi-Arabië ·
Schotland ·
Servië ·
Servië en Montenegro ·
Slovenië ·
Slowakije ·
Sovjet-Unie ·
Spanje ·
Trinidad & Tobago ·
Tsjechië ·
Tsjecho-Slowakije ·
Tunesië ·
Turkije ·
Uruguay ·
Verenigde Staten ·
Wit-Rusland ·
Zuid-Korea ·
Zweden ·
Zwitserland
Engeland (2016) · 
Denemarken (2021) · 
Italië (2021) · 
Rusland (2016) ·
Slowakije (2016) · 
Turkije (2021) · 
Zwitserland (2021)